# Zygomatiques
Pour les articles homonymes, voir Zygomatique.
Pour plus de détails, voir Fiche technique et Distribution.
Zygomatiques est un court métrage français réalisé par Stephen Cafiero en 2013, avec Alexandre et Simon Astier dans les deux rôles principaux.

## Synopsis
Dans un monde où le rire n'existe pas, un neuropsychiatre, le docteur Lamarrade, est réquisitionné par l'armée pour examiner un étrange trouble du comportement : une maladie psychologique contagieuse,.

## Fiche technique
- Titre : Zygomatiques
- Réalisation : Stephen Cafiero
- Scénario : Stephen Cafiero
- Durée : 20 minutes
- Date de sortie : 13 février 2013

## Historique
Tous les ans la chaîne Canal+ propose une série de court métrage appelé la collection de canal+, une série pour laquelle tout le monde peut écrire un scénario. Pour l'année 2013, il est choisi pour thème d'écrire pour plusieurs membres d'une même famille. Cette série est appelée le Jeu des 7 familles. Alexandre et Simon Astier font partie des acteurs retenus par la chaîne. Pour orienter les futurs projets, une interview des comédiens est publiée, dans laquelle tous deux s'expriment sur leurs préférences de tournage. Le court métrage devra être limité à 10 minutes et répond au thème : "Jeux de rôles, jeux d'inventions, jeux de pistes... À vous d'inventer la règle du jeu !". Stephen Cafiero, apprend d'une amie l’existence de ce concours, n'ayant pas pris connaissance du thème ni de la durée du court métrage, il propose un scénario hors sujet. Celui-ci est mis de côté par l'équipe de Canal+, mais sera repêché par les deux demi-frères Astier qui choisiront de jouer dedans contre l'avis de la chaîne.

## Palmarès
- Prix spécial du jury à la 28e édition du Festival européen du film court de Brest, en 2013[8].
- Premier prix du public et prix d'interprétation (décerné à Alexandre et Simon Astier) au Festival du court métrage d'humour de Meudon, en 2013[9].
- Sélection de la Semaine de la critique au Festival de Cannes 2013, dans les séances spéciales de court et moyens métrages.
- En compétition pour le Festival européen du film fantastique de Strasbourg en 2013.